# 多加纳

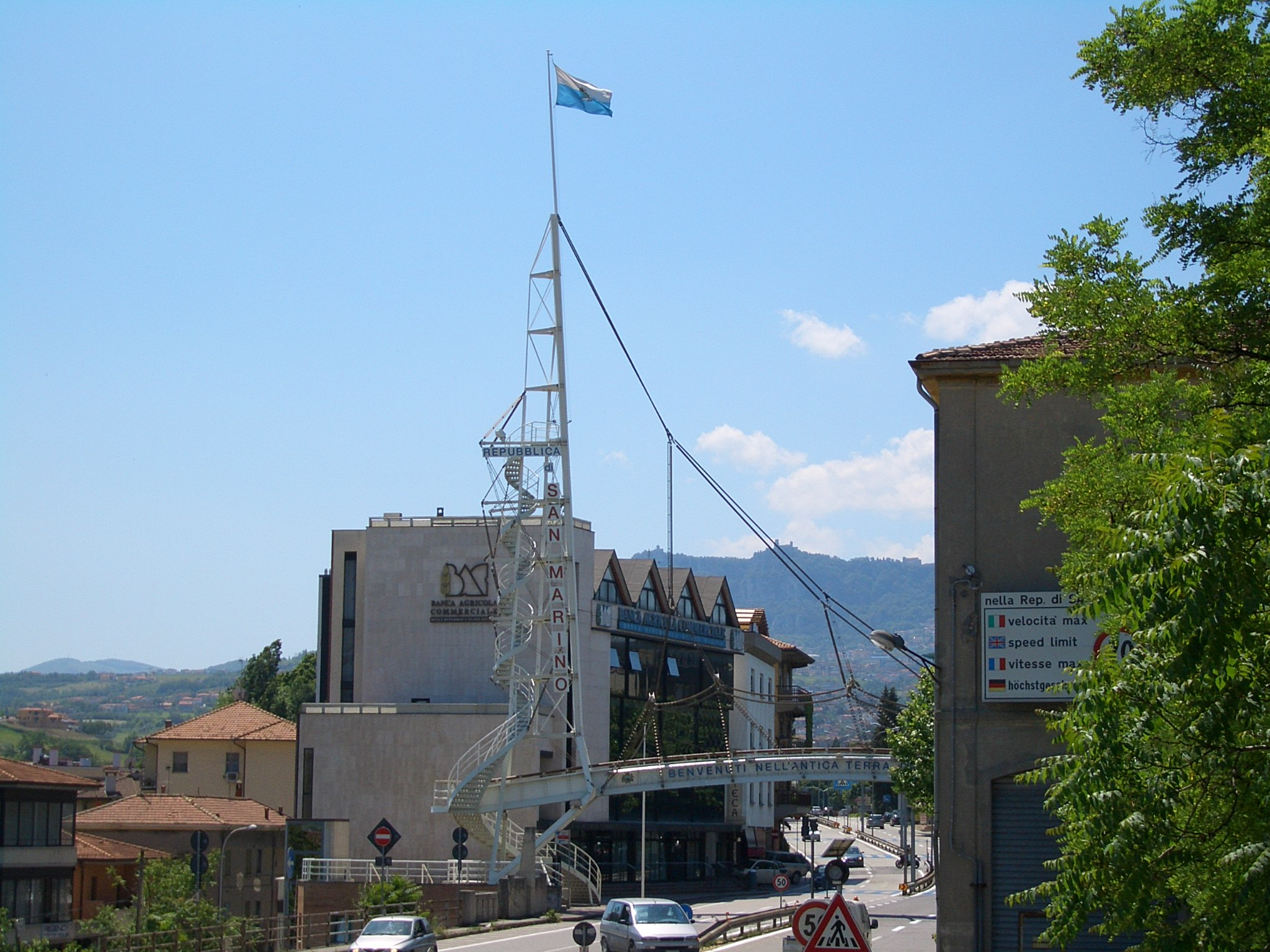
位于多加纳进入圣马力诺的关口

多加纳（義大利語：Dogana）是圣马力诺塞拉瓦莱市镇内的城镇，为圣马力诺人口最多的定居点。

## 地理
多加纳位于圣马力诺北部，为法尔恰诺之后第二靠北的地方，与意大利接壤。

## 历史
多加纳的人口数量约为7,000人。由于人口众多，该镇在2006年要求脱离塞拉瓦莱而成为单独的市镇。但在2007年该要求被否决。多加纳的部分独立性体现在其单独的邮政编码（47891），塞拉瓦莱市镇内其它地区的邮编则为47899。

## 经济
多加纳是游客从意大利抵达圣马力诺的主要入口（从里米尼沿72号高速路）。尽管在意大利语中的意思为“海关”，但在意大利和圣马力诺之间并没有任何边境检查。

## 体育
本地的足球俱乐部为。

## 图集

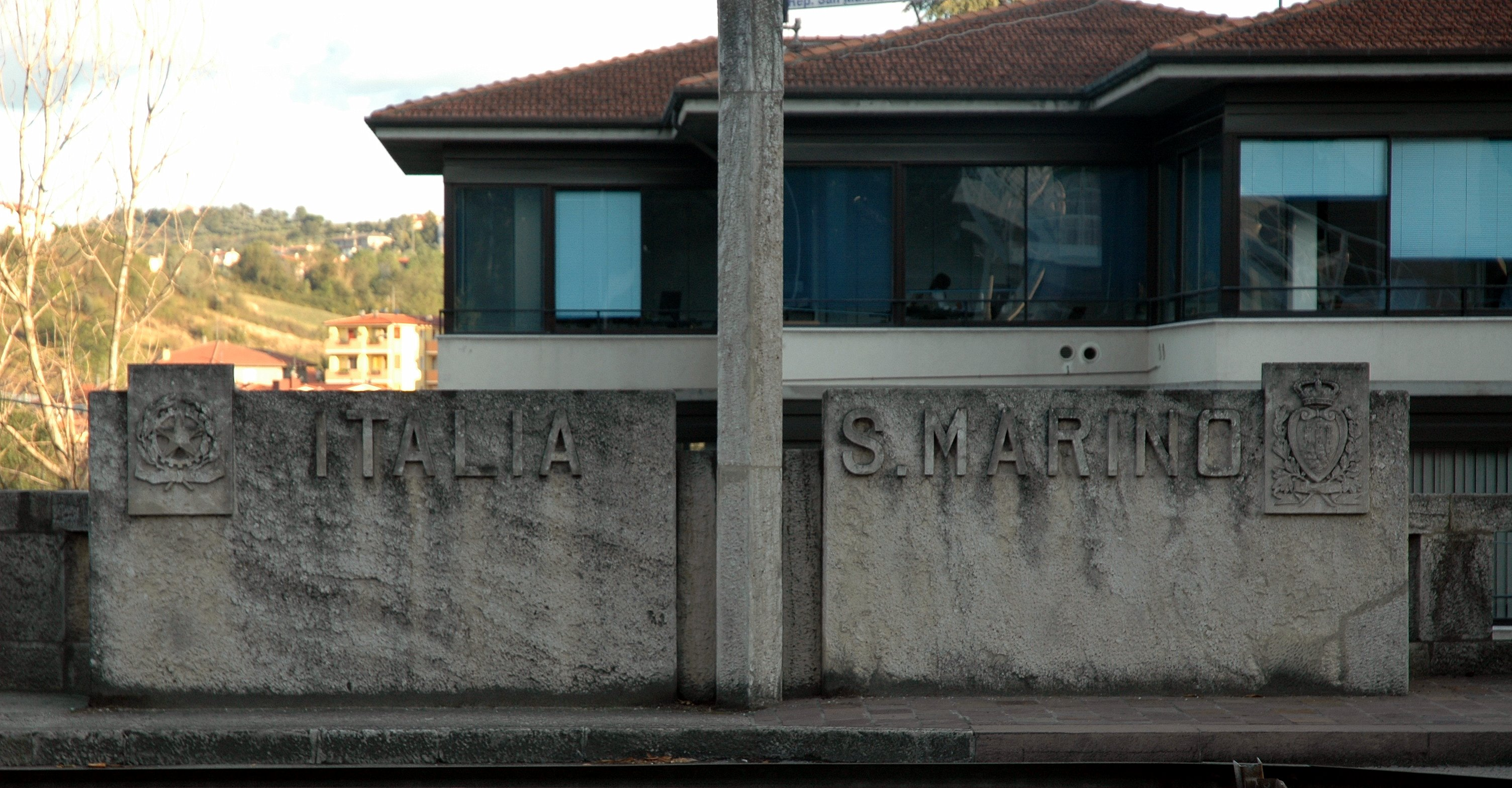
意大利和圣马力诺在多加纳的边界
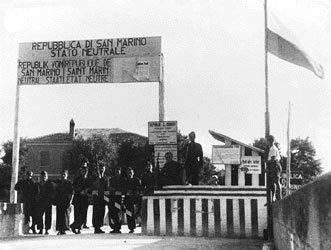
在二战期间边境上竖立的中立标牌（“圣马力诺共和国 — 中立国家”）